# Федерация профсоюзов Украины
Федерация профсоюзов Украины — профсоюзное объединение Украины, имеющее крупнейшее в стране число формальных членов.

## Создание
Федерация независимых профсоюзов Украины была создана 6 октября 1990 года. Является правопреемницей Украинского республиканского совета профсоюзов, входившего в ВЦСПС.

Декларацию об основании Федерации подписали 25 республиканских отраслевых профсоюзов и 24 региональных межсоюзных профобъединения.

В ноябре 1992 года на II (внеочередном) съезде Федерация независимых профсоюзов Украины была переименована в Федерацию профсоюзов Украины.

## Съезды ФПУ
21-23 октября 1997 года состоялся III съезд ФПУ.

IV съезд ФПУ проходил двумя этапами: первый — 19-21 ноября; второй — 12 декабря 2002 года. Съезд утвердил новую редакцию Устава Федерации профсоюзов Украины и Программу действий ФПУ на 2002—2007 годы.

V съезд ФПУ состоялся 5 апреля 2006 года. Съезд принял Программу действий ФПУ на 2006—2011 годы, утвердил новую редакцию Устава ФПУ.

## ФПУ и Евромайдан
В период Евромайдана руководство ФПУ повело себя непоследовательно. Сначала Федерация поддержала Евромайдан. Президиум Федерации профсоюзов Украины осудил разгон протестующих в ночь на 30 ноября 2013 года, со 2 декабря 2013 года в Доме профсоюзов в Киеве расположился штаб Евромайдана. Однако затем руководство Федерации поддержало Виктора Януковича. Руководители Федерации неоднократно обращались в прокуратуру и в суд с требованиями выселить из профсоюзного здания протестующих. В феврале 2014 года Федерация выпустила брошюру, в которой было опубликовано фото встречи ее лидеров с Януковичем.

## ФПУ с 2014 года
После свержения власти Януковича произошла смена власти в ФПУ.

## Имущество
От советских профсоюзов Федерация унаследовала немалое недвижимое имущество. По данным бывшего главы ФПУ Александра Стояна, на начало 2014 года в собственности Федерации находились 266 объектов недвижимости, в том числе 30 оздоровительно-лечебными учреждений, 56 экскурсионно-туристическими организаций и 15 гостиниц.

## Председатели (главы) ФПУ
| Годы полномочий, период    | Фамилия, имя, отчество       | Дополнительная информаци |
| -------------------------- | ---------------------------- | --- |
| ноябрь 1992 — январь 2005  | Стоян Александр Николаевич   | Избран в ноябре 1992 года на II (внеочередном) съезде ФПУ |
| январь 2005 — июль 2008    | Юркин Александр Валентинович | Избран 21 января 2005 года на ІІІ заседании Совета ФПУ, переизбран 5 апреля 2006 года на V съезде ФПУ на пятилетний срок, подал заявление об отставке по собственному желанию 14 июля 2008 года, освобожден от должности решением Совета Федерации 17 июля 2008 года |
| ноябрь 2008 — ноябрь 2011  | Хара Василий Георгиевич      | Избран на VI заседании Совета ФПУ 20 ноября 2008 года, подал заявление об отставке по собственному желанию 7 ноября 2011 года |
| ноябрь 2011 - февраль 2014 | Кулик Юрий Николаевич        | Избран на IV заседании Совета ФПУ 11 ноября 2011 года, подал заявление об отставке по собственному желанию 26 февраля 2014 года, освобожден от должности решением Совета ФПУ 27 февраля 2014 года                                                                    |
| июнь 2014                  | Осовой Григорий Васильевич   | Избран на VIII заседании Совета ФПУ 26 июня 2014 года |

## Руководство ФПУ (2017 г.)
- Председатель — Осовой Григорий Васильевич
- Заместитель Председателя — Саенко Владимир Владимирович
- Заместитель Председателя — Драпятый Евгений Михайлович
- Заместитель Председателя — Шубин Александр Александрович

## Цели и задачи
Согласно Уставу Целью деятельности ФПУ является выражение, представление интересов и защита прав организаций – членов ФПУ, координация их коллективных действий, представительство и защита трудовых, социально-экономических прав и интересов членов профсоюзов в органах государственной  власти и органах местного самоуправления, в отношениях с работодателями, их организациями и объединениями, а также с другими объединениями граждан. (Статья 8 Устава ФПУ).
Основными задачами ФПУ являются: защита трудовых, социально-экономических прав и интересов членов профсоюзов; социальная защита членов профсоюзов и их семей; отстаивание духовных, социально-культурных прав и интересов членов профсоюзов; правовая защита членов профсоюзов; усиление влияния на политическую жизнь и формирование гражданского общества; совершенствование системы социального партнерства: профсоюзы, работодатели, государство; развитие сотрудничества с другими профсоюзами и их  объединениями; обеспечение прав и возможностей женщин и мужчин; укрепление ФПУ как наибольшего представительского профцентра Украины; углубление международных связей ФПУ. (Программа действий ФПУ).

## Структура и численность
Согласно уставу ФПУ является всеукраинским добровольным объединением профсоюзов, имеющих статус всеукраинских и региональных (в областях, городах Киеве и Севастополе, а также в АР Крым).
По состоянию на ноябрь 2011 года в состав ФПУ входили 42 отраслевых членских организаций и 27 территориальных объединений (24 областных профобъединений, объединение профсоюзов Автономной Республики Крым, объединения профсоюзов г. Киева и г. Севастополя).
ФПУ является наиболее крупным профсоюзным объединением и объединяет свыше 75% членов профсоюзов страны (общая численность членов профсоюзов на Украине – около 12 млн чел.). По состоянию на 1 января 2009 г. структуры профсоюзов ФПУ были представлены во всех регионах Украины, численность первичных структур профсоюзов, входящих в ФПУ, составила 89 424 организаций,  общая численность членов —  9 208,5 тыс. человек.

## Предприятия и коммерческие организации ФПУ
Федерация профсоюзов Украины, помимо ведения своей основной уставной деятельности, является собственником широкого перечня учреждений, предприятий и организаций, ведущих разные виды деятельности, в том числе на коммерческой основе. Наиболее крупными предприятиями ФПУ являются ЗАО «Укрпрофздравница» (92%) и  ЗАО «Укрпрофтур», в подчинении которых находятся значительное количество санаториев, здравниц, учреждений отдыха и других предприятий (свыше 100 объектов). Помимо этого ФПУ имеет информационное агентство «Профинформ», выпускающее профсоюзные издания: еженедельную газету «Профсоюзные вести» и ежеквартальный журнал «Профсоюзы Украины».
Федерация профсоюзов Украины является основателем  Академии труда и социальных отношений, высшего учебного заведения Украины' IV уровня аккредитации, которое готовит экономистов, юристов, социологов и социальных работников.

## Международное сотрудничество
Федерация профсоюзов Украины сотрудничает с Международной организацией труда, принимает участие в её мероприятиях, в разработке её конвенций, использует возможности МОП в сфере экспертной оценки проектов законодательных актов, которые проходят обсуждение в Верховной Раде Украины.
ФПУ сотрудничает со Всеобщей конфедерацией профсоюзов в решении вопросов, связанных с обеспечением социальной защиты трудящихся. Федерация профсоюзов поддерживает постоянные отношения с представительствами Всемирного банка, Международного валютного фонда, выражая свою точку зрения по поводу политики,  которую проводят эти международные финансовые институты.
В декабре 2005 года Федерация профсоюзов Украины вошла в состав Международной конфедерации свободных профсоюзов, впоследствии вошла в состав Международной конфедерации профсоюзов. В октябре 2022 ФПУ присоединилась к Европейской конфедерации профсоюзов.